# Gibson Ripper
Gibson L9-S Ripper — модель бас-гитары, изготовленная компанией Gibson.
Модель Ripper производилась с 1973 по 1983 год (пиком её популярности был 1976 год), большая часть экземпляров которой имела кленовый корпус и слоистый гриф. В то же время значительное число моделей, изготовленных в 1975 году, имело лёгкий корпус из ольхи и кленовый гриф. Также в 1975 году у модели появился ребристый, тонкий корпус с более скошенными рогами.  Новая модель ориентировалась прежде всего на тяжелую музыку, получившую большую популярность под конец десятилетия. Более поздние модели 1976 года имели в корпусе другой разъём для шнура и три привинченных звукоснимателя вместо двух.

## Особенности модели
Gibson Ripper первоначально был доступен в трёх цветах: натуральный, чёрный, и табачный sunburst. Ripper с натуральной расцветкой имел кленовую накладку грифа, в то время как чёрный или санбёрст — из чёрного дерева. Небольшая часть бас-гитар 1974 года имела вишнёвую расцветку, которая никогда не указывалась в качестве стандартной отделки. Эти бас-гитары встречаются крайне редко.
Головки грифа были окрашены в чёрный цвет и имели золотой логотип «Gibson». Большинство моделей имеют чёрные накладки корпуса
. В то же время при детальном рассмотрении видно, что некоторые из них только кажутся черными. На самом же деле они тёмно-черепахового цвета. Несколько ранних моделей имели ярко-красную черепаховую накладку.
Ripper был оснащен двумя супер-хамбакерами, специально разработанными Биллом Лоуренсом , а также четырёхпозиционным переключателем. Подобный переключатель присутствовал на бас-гитаре Gibson EB-3. Изначально звукосниматели крепились на двух винтах каждый, номера позиций переключателя располагались на круглом циферблате. Начиная с 1976 года на фабрике в Нэшвилле стали применять крепление звукоснимателей на трех винтах, а номера позиций звукосниматели писать прямо на накладке деки.
Существовала также безладовая версия Ripper, идентичная во всех отношениях, но с другой накладкой.
Оригинальные модели Ripper сейчас очень редкие и достаточно дорогие в последнее время, однако их дешёвые копии какое-то время находились в производстве у Epiphone. Данные копии имели два сингла, а не супер-хамбакеры.
В 2009 году, однако, компания Gibson выпустила ограниченную серию моделей Ripper. Новые Ripper были не такими, как их оригиналы. Старые Ripper не имели латунные гайки, все они были моделями со сквозным корпусом, а супер — хамбакеры выглядели по-другому. Также новые модели имели два регулятора громкости и один тона (подобная особенность присутствует на таких моделях бас-гитар Gibson и Epiphone как Viola, EB-0 / 3, Thunderbird и Les Paul). Оригинальные Ripper имеют один регулятор громкости и два тона. Переключатель с «куриной» головкой имел следующие позиции:
1. В фазе — последовательно (пики волн каждого звукоснимателя суммируются, звукосниматели включены последовательно)
2. Только около струнодержателя — сингл
3. В фазу — параллельно (пики волн каждого звукоснимателя суммируются, звукосниматели включены параллельно)
4. В противофазу — последовательно (пики волн каждого звукоснимателя вычитаются, звукосниматели включены последовательно).

Новые Ripper II имеют шестипозиционный переключатель.
«В первой позиции включается только звукосниматель около струнодержателя. Во второй позиции включаются сначала второй сингл около грифа, а затем первый около струнодержателя. В третьей позиции включается только первый сингл около струнодержателя. В четвёртой позиции включается только второй сингл около грифа. В пятой позиции включается сначала первый сингл около грифа, а затем второй около струнодержателя. В шестой позиции включается только звукосниматель около грифа.»
Gibson Ripper является «двоюродным братом» моделей Gibson Grabber (G-1) и Gibson G-3. Три из них — винтажные в современном мире, хотя Grabber II и Ripper II были выпущены в качестве «ограниченной серии Run». Модель Grabber II появилась в январе 2009 года на открытии винтажной серии гитар вместе с моделью Holy Explorer.